# Guarantã (ort)
Guarantã är en ort i Brasilien.   Den ligger i kommunen Guarantã och delstaten São Paulo, i den södra delen av landet, 700 km söder om huvudstaden Brasília. Guarantã ligger 502 meter över havet och antalet invånare är 6 400.
Terrängen runt Guarantã är platt. Närmaste större samhälle är Pirajuí, 17,8 km sydost om Guarantã.
Omgivningarna runt Guarantã är huvudsakligen savann. Runt Guarantã är det glesbefolkat, med 14 invånare per kvadratkilometer.